# Erhard Ratdolt
Ratdolt Erhard (ur. 1447, zm. 1527) – niemiecki drukarz.

## Życiorys
Około 1474 opuścił rodzinny Augsburg. Od 1475 prowadził oficynę wydawniczą w Wenecji. W okresie tym współpracował ze swymi rodakami: Bernardem, zwanym Malerem lub Pikorem (prawdopodobnie dekoratorem), oraz Peterem Loesleinem (prawdopodobnie korektorem i wydawcą). Obaj byli jego wspólnikami. W latach 1480–1485 Ratdolt drukował już sam. W Wenecji wytłoczył około 50 druków różnej treści, ozdobionych inicjałami i oryginalnymi renesansowymi ramkami. Na wezwanie biskupa Johana von Werdebnerga i jego następcy Ratdolt w 1485 r. wrócił do ojczyzny, gdzie w Augsburgu
tłoczył aż do 1522 r. druki liturgiczne. Sławę (zasłużoną) przyniosło mu jednak zdobnictwo oraz przepiękny druk książek. Szczególnie znane są jego inicjały z białym ornamentem roślinnym na czarnym tle, tzw. "litterae florente". Na tle jemu współczesnych drukarzy Ratdolt odznaczał się stosowaniem nowych i bardzo śmiałych pomysłów. Stosował np. wielobarwne miedzioryty. Używał również złotej farby drukarskiej w dedykacjach. Radtold był pierwszym typografem, który wydał wzornik używanych przez siebie w swojej oficynie pism (w 1486 r. – 14 krojów). Zostały one reprodukowane przez K. Burgera w 1892 w dziele pt."Deutsche und italienische Inkunabeln".